# Gem Spa

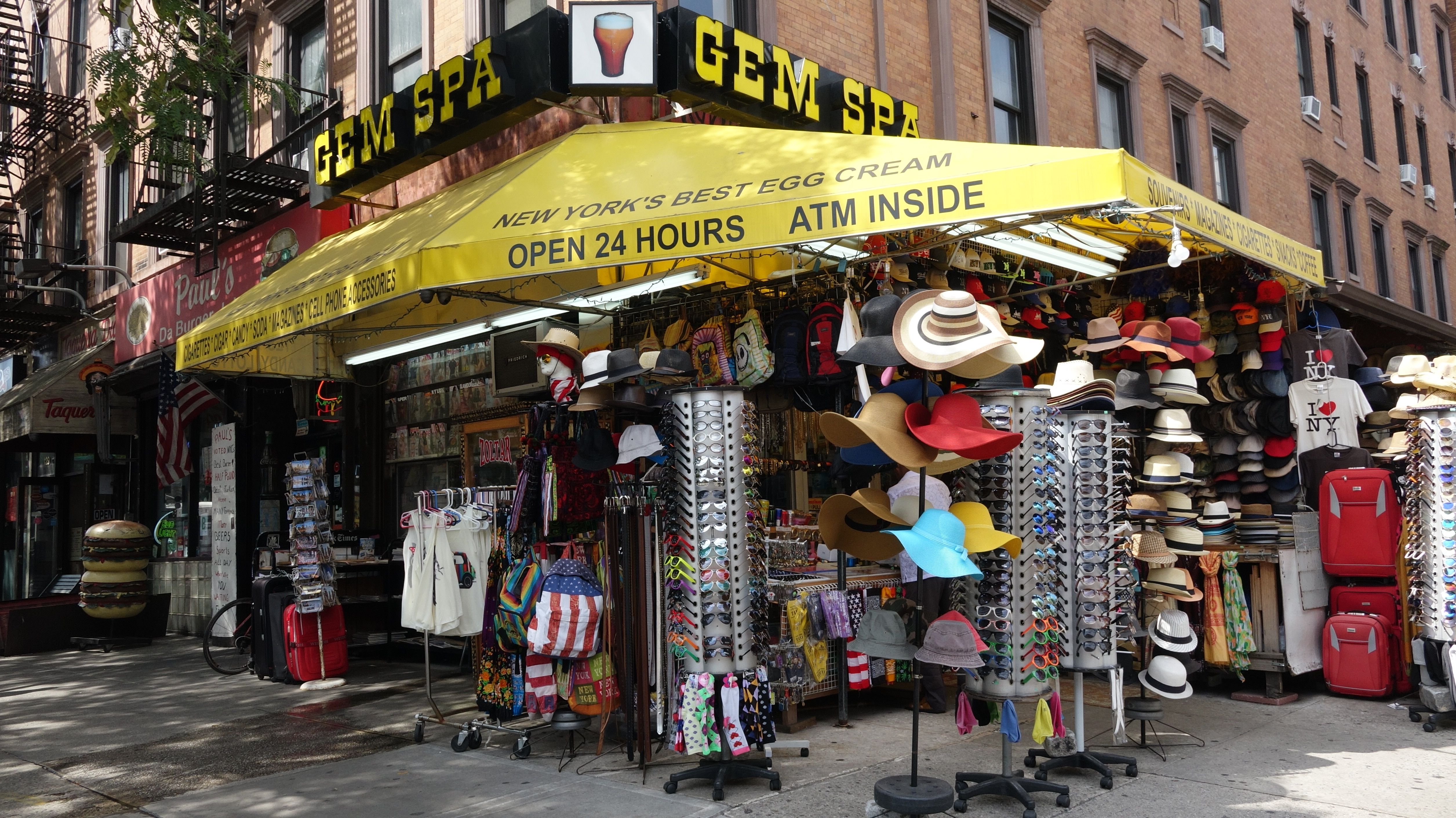
Gem Spa

Gem Spa est un magasin de journaux et de bonbons situé  à Manhattan, à New  York, au coin de St. Mark's Place et de la Seconde Avenue, à proximité d'East Village. Il a ouvert sous un autre nom dans les années 1920, pour recevoir son nom actuel en 1957. Il est ouvert 24 heures sur 24, et est connu pour être généralement considéré comme le lieu où est né l'authentique egg cream new yorkais, décrit sur son auvent comme le meilleur de New York (« New York's Best »),. Il a la particularité de se faire livrer les magazines un ou deux jours avant les autres kiosques à journaux de New York et de ne pas vendre de magazines pornographiques.
Dans les années 1950, Gem Spa était un lieu de rassemblement pour les beatniks, puis dans les années 1960, il fut fréquenté par les hippies. Connu pour vendre une large gamme de journaux underground,. New York Magazine le désigna comme le meilleur kiosque à journaux de l'East Village en 2001 et il a fait l'objet de présentations dans des émissions télévisées sur l'alimentation dont les Secrets of New York (en) de Kelly Choi (en). 
Une des plus célèbres toiles du peintre new yorkais Jean-Michel Basquiat s'intitule Gem Spa, nom qui est écrit, avec d'autres mots, sur le tableau, en référence au magasin de journaux.
Il ferme définitivement en 2020.